# روبرت رفائيل ريز
روبرت رفائيل ريز (بالإنجليزية: Robert R. Reisz)‏ (و. 1947  م) هو إحاثي، وأستاذ جامعي كندي، ولد في أوراديا.

## التعليم
تعلم في جامعة مكغيل
.